# Mémoires d'un jeune con
Pour plus de détails, voir Fiche technique et Distribution.
Mémoires d'un jeune con est un film français réalisé par Patrick Aurignac et sorti en 1996.

## Synopsis
Frédéric est arrêté pour usage illicite de stupéfiants. Incarcéré, il côtoie toutes sortes de gens parmi lesquels, à 18 ans, il cherche ses modèles. C'est ainsi que Louis-Guy, le braqueur et Damien, l'escroc, forgeront son destin. Dès sa sortie de prison, Frédéric entame une nouvelle existence, faite d'aventures et de vie facile.

## Fiche technique
- Titre : Mémoires d'un jeune con
- Réalisation : Patrick Aurignac
- Scénario : Patrick Aurignac, Jacques Fieschi et Jérôme Tonnerre
- Décors : Pierre-François Limbosch
- Costumes : Ounie Lecomte
- Musique : Fabien Gevraise et Gérald Manceau
- Photographie : Pierre-Laurent Chénieux
- Montage : Agnès Guillemot
- Son : Jérôme Thiault - Mixage : Vincent Arnardi
- Productrice déléguée : Nella Banfi
- Société de production : Banfilm
- Société de distribution : MKL (Lazennec Diffusion)
- Pays :  France
- Genre : Biopic, film de gangsters et drame
- Durée : 96 minutes
- Dates de sortie : France - 7 février 1996

## Distribution
- Christophe Hémon : Frédéric
- François Périer : le père de Frédéric
- Daniel Russo : Damien
- Patrick Aurignac : Louis-Guy
- Alexandra London : Sophie
- Mathilde Seigner : Nathalie
- Dominique Besnehard : le directeur de casting
- Romain Duris : Luc
- Roschdy Zem : Bachir
- Pierre-François Martin-Laval : le maton
- Stéphane Butet
- Jean-François Fagour
- Nathalie Mann
- Carim Messalti
- Alexandre Pottier

## À propos du film
Mémoire d'un jeune con est une évocation autobiographique de la jeunesse délinquante de Patrick Aurignac, braqueur de banques qui a connu la prison et devenu acteur à sa libération. Il s'agit de son unique réalisation. 
C'est également le dernier film interprété par François Périer.